# Кшлау-Елга
Кшлау-Елга (баш. Ҡышлауйылға) — деревня в Аскинском районе Республики Башкортостан. Административный центр Кшлау-Елгинского сельсовета.

## Географическое положение
Расстояние до:
- районного центра (Аскино): 48 км,
- ближайшей железнодорожной станции (Чернушка): 58 км.

## История
Деревня основана в конце XIX века на территории Бирского уезда жителями деревни Старые Казанчи.

## Население
| 2002 | 2009 | 2010 |
| ---- | ---- | ---- |
| 388  | ↘360 | ↘345 |

### Национальный состав
Согласно переписи 2002 года, преобладающая национальность — башкиры (96 %).

## Достопримечательности
В деревне находится мечеть.

## Известные уроженцы
- Шамсутдинова, Масгуда Исламовна (р. 1955) — советский, российский и американский композитор.